# Фред Дретске
Фред Дретске (енгл. Fred Dretske; Вокиган, 4. децембар 1932 — 24. јул 2013) био је амерички филозоф познат по свом репрезентационо-екстерналистичком натурализму искуства, вјеровања, перцепције и сазнања. Филозофију је студирао на универзитету Минесота, а предавао је на универзитетима Висконсин (1960 — 1988) и Станфорд (1988-1998). Добитник је награде Жан Никод, 1994. године, која се додјељује значајним истраживачима на пољима филозофије ума и когнитивне науке. Од 1999. године је професор-истраживач на универзитету Дјук, у Сјеверној Каролини.
У Seeing and Knowing из 1969. године, Дретске развија теорију о неепистемичном посматрању, гдје одбија да видјети и посматрати значи и вјеровати, тако да један субјекат С који види, на примјер, једну мачку, не мора аутоматски да примјени еквивалентни концепт. Мачка субјекту С, се може представити на одређен начин, и субјекат је може визуелно диференцирати на одређени начин, али не постоји ниједан разлог да примјени еквивалентни концепт. Ова теорија је у директној супротности са епистемичним посматрањем, по којем да би С видио да је оно што је испред њега мачка, С мора вјеровати да је у питању мачка.
У Knowledge and the Flow of Information из 1981. године, Дретске постулира једну интерпретацију представе о информацији, независно од примјењљивости ума на пропозиционо сазнање и независно од садржаја вјеровања.
У књизи из 1988. године, Explaining Behavior, третман који примјењује на идеју о представи ствари, садржи телеолошке примјесе. Семантичко значење једне структуре се идентификује кроз њену индикативну функцију.
У дјелу које је написао 1995. године, Naturalizing the Mind, Дретскеова теорија значења се примјењује на проблеме свијести. Тврди, да се емпиријски значајне карактеристике свјесног искуства троше кроз своје функције индикатора спољашњих сензибилних особина. Одбацује доктрину по којој се свијест састоји од хијерархије менталних стања вишег реда и по којој су субјективни квалитети менталних искустава, резултат нерепрезентационалних карактеристика физичких и физиолошких подсистема.